# Sondre Rossbach
Sondre Rossbach, né le 7 février 1996 à Porsgrunn en Norvège, est un footballeur norvégien qui évolue au poste de gardien de but au Stabæk Fotball.

## Biographie

### En club
Natif de Porsgrunn en Norvège, Sondre Rossbach est formé par l'Odds BK, qu'il rejoint en 2012. Juste avant de signer pour ce club il était suivit par des clubs anglais importants comme l'Everton FC, ainsi que Manchester United qui lui a même proposé un contrat de quatre ans. Il préfère toutefois signer en faveur de l'Odds BK, pensant que ce serait mieux pour sa progression, et c'est aussi là que se trouve son père, entraîneur dans les équipes de jeunes. C'est avec ce club qu'il fait ses débuts en professionnels. Il profite de la blessure de André Hansen, l'habituel titulaire, pour jouer son premier match en professionnel, à seulement 17 ans, le 22 septembre 2013 face à l'Aalesunds FK en championnat. Son équipe s'impose sur le score de cinq buts à un lors de cette rencontre. 
À la suite du départ d'André Hansen au Rosenborg BK en 2015, Rossbach est propulsé gardien numéro un de l'équipe première à 19 ans.
Le 25 août 2022, Sondre Rossbach est prêté jusqu'à la fin de l'année au Vålerenga,.
Le 25 janvier 2023, Sondre Rossbach est de nouveau prêté, cette fois en Suède au Degerfors IF pour une saison, soit jusqu'en décembre 2023,.
Le 5 janvier 2024, Sondre Rossbach quitte cette fois définitivement le Odds BK afin de signe en faveur du Stabæk Fotball pour un contrat de deux ans, soit jusqu'en décembre 2025. Il arrive notamment pour être titulaire dans les buts, afin de remplacer Isak Pettersson, parti à l'IF Elfsborg,.

### En sélection
Sondre Rossbach représente l'équipe de Norvège des moins de 17 ans entre 2012 et 2013 pour un total de six matchs joués. Sa première apparition avec cette sélection a lieu le 9 août 2012 lors d'un match amical contre l'Angleterre durant lequel il est itularisé et garde sa cage inviolée (0-0 score final).
Le 10 octobre 2013 Sondre Rossbach fête sa première sélection avec l'équipe de Norvège espoirs, à seulement 17 ans, face à l'Azerbaïdjan. Il est titulaire lors de cette partie et la Norvège s'incline (1-3).

## Vie personnelle
Sondre Rossbach est le fils de l'ancien gardien de but international norvégien Einar Rossbach.